# Maison du Brésil
La Maison du Brésil è un edificio di Le Corbusier nella cittadella universitaria di Parigi, situato nel Boulevard Jourdan 7.
Fu costruito tra il 1953 e il 1959 con la collaborazione dell'architetto brasiliano Lúcio Costa.
L'edificio è aperto al pubblico a cura della Fondazione Le Corbusier.